# Brianna Coop
Brianna Coop (nascida em 19 de fevereiro de 1998) é uma atleta paralímpica australiana que compete em provas de corrida da categoria T35. Defendeu as cores da Austrália competindo no atletismo dos Jogos Paralímpicos do Rio de Janeiro, em 2016, e obteve ótimo resultado nos 100 metros – T35 ao terminar a prova na quinta posição no geral com o tempo de 15min56s. Obteve a medalha de bronze nos 100 metros — T35 do Campeonato Mundial de Atletismo Paralímpico de 2015, em Doha. Atualmente, é treinada por Dayne O'Hara.

## Detalhes
Coop nasceu no ano de 1998 e, em 2006, foi diagnosticada com paralisia cerebral.